# Hoa hậu Ấn Độ
Hoa hậu Ấn Độ là một cuộc thi sắc đẹp được tổ chức hàng năm dành cho những cô gái trẻ tại đất nước Ấn Độ. Cuộc thi được tổ chức bởi tạp chí Femina và Pantaloons và vì vậy có tên gọi chính thức là Femina Miss India. Những thí sinh giành thành tích cao nhất tại cuộc thi sẽ đại diện cho Ấn Độ tham dự các kỳ thi sắc đẹp lớn trên thế giới. 

## Danh sách hoa hậu Ấn Độ
| Year | Miss India World               | Miss India Universe    | Miss India International | Miss India Asia-Pacific          | Miss India Earth  | Miss India Tourism International |  |
| ---- | ------------------------------ | ---------------------- | ------------------------ | -------------------------------- | ----------------- | -------------------------------- |  |
| 2008 | Parvathy Omanakuttan           | Simran Kaur Mundi      | Radha Brahmbhatt         |                                  | Tanvi Vyas        |                                  |  |
| 2007 | Sarah-Jane Dias                | Puja Gupta             | Esha Gupta               |                                  | Pooja Chitgopekar | Priyanka Shah                    |  |
| 2006 | Natasha Suri                   | Neha Kapur             | Sonali Sehgal            |                                  | Amruta Patki      | Tanya Vakil                      |  |
| 2005 | Sindhura Gadde                 | Amrita Thapar          | Vaishali Desai           |                                  | Niharika Singh    | Sonal Chauhan                    |  |
| 2004 | Sayali Bhagat                  | Tanushree Dutta        | Mihika Verma             | Simran Chandok                   | Jyoti Brahmin     |                                  |  |
| 2003 | Ami Vashi                      | Nikita Anand           | Shonali Nagrani          | Shonal Rawat                     | Swetha Vijay      |                                  |  |
| 2002 | Shruti Sharma                  | Neha Dhupia            | Gauhar Khan              | Tina Chhatwal                    | Reshmi Ghosh      |                                  |  |
| 2001 | Sara Corner                    | Celina Jaitley         | Kanwal Toor              | Maheshwari                       | Shamita Singha    |                                  |  |
| 2000 | Priyanka Chopra                | Lara Dutta             | Gayatri Joshi            | Diya Mirza                       |                   |                                  |  |
| 1999 | Yukta Mookhey                  | Gul Panag              | Srikrupa Murali          | Shivangi Parikh                  |                   |                                  |  |
| 1998 | Annie Thomas                   | Lymaraina D'Souza      | Swetha Jaishankar        | Vitika Aggarwal                  |                   |                                  |  |
| 1997 | Diana Hayden                   | Nafisa Joseph          | Dia Abraham              | Divya Chauhan                    |                   |                                  |  |
| 1996 | Rani Jeyraj                    | Sandhya Chib           | Fleur Xavier             | Mini Menon                       |                   |                                  |  |
| 1995 | Preeti Mankotia                | Manpreet Brar          | Priya Gill               | Ruchi Malhotra                   |                   |                                  |  |
| 1994 | Aishwarya Rai                  | Sushmita Sen           | Francesca Hart           | Shweta Menon                     |                   |                                  |  |
| 1993 | Karminder Kaur                 | Namrata Shirodkar      | Pooja Batra              |                                  |                   |                                  |  |
| 1992 | Shyla Lopez                    | Madhu Sapre            | Kamal Sandhu             | Mehroo Jal Mistry                |                   |                                  |  |
| 1991 | Ritu Singh                     | Christablle Howie      |                          |                                  |                   |                                  |  |
| 1990 | Naveeda Mehdi                  | Suzanne Sablok(Pillai) |                          |                                  |                   |                                  |  |
| 1989 | Naveeda Mehdi                  | Suzanne Sablok(Pillai) |                          |                                  |                   |                                  |  |
| 1988 | Anuradha Kottoor               | Dolly Minhas           | Viola Anthony            | Shikha Swaroop\| [Shabnam Patel] |                   |                                  |  |
| 1987 | Kalpana Raj Pandith            | Priyadarshini Pradhan  | Erika Maria d'Souza      | Jasleem Kaur                     |                   |                                  |  |
| 1986 | Mehr Jessia                    | Priyadarshini Pradhan  |                          |                                  |                   |                                  |  |
| 1985 | Sonu Walia                     |                        |                          |                                  |                   |                                  |  |
| 1984 | Juhi Chawla                    |                        |                          |                                  |                   |                                  |  |
| 1983 | Rekha Hande                    |                        |                          |                                  |                   |                                  |  |
| 1982 | Miss India -Pamela Singh       |                        |                          |                                  |                   |                                  |  |
| 1981 | Meenakshi Sheshadri            |                        |                          |                                  |                   |                                  |  |
| 1980 | Sangeeta Bijlani               |                        |                          |                                  |                   |                                  |  |
| 1979 | Swaroop Sampat                 |                        |                          |                                  |                   |                                  |  |
| 1978 | Alamjeet Chauhan               |                        |                          |                                  |                   |                                  |  |
| 1977 | Nalini Vishwanathan, withdrew  |                        |                          |                                  |                   |                                  |  |
| 1976 | Miss India winner - Nafisa Ali |                        |                          |                                  |                   |                                  |  |
| 1975 | Meenakshi Kurpad               |                        |                          |                                  |                   |                                  |  |
| 1974 | Kiran Dholakia                 |                        |                          |                                  |                   |                                  |  |
| 1973 | Farzana Habib                  |                        |                          |                                  |                   |                                  |  |
| 1972 | Roopa Satyan                   |                        |                          |                                  |                   |                                  |  |
| 1971 | Raj Gill                       |                        |                          |                                  |                   |                                  |  |
| 1970 | Veena Sajnani                  |                        |                          |                                  |                   |                                  |  |
| 1969 | Kavita Bhambhani               |                        |                          |                                  |                   |                                  |  |
| 1968 | Anjum Mumtaz Baig              |                        |                          |                                  |                   |                                  |  |
| 1967 | Nayyara Mirza                  |                        |                          |                                  |                   |                                  |  |
| 1966 | Yasmin Daji                    |                        |                          |                                  |                   |                                  |  |
| 1965 | Persis Khambatta               |                        |                          |                                  |                   |                                  |  |
| 1964 | Meher Mistry                   |                        |                          |                                  |                   |                                  |  |
| 1963 |                                |                        |                          |                                  |                   |                                  |  |
| 1962 | Ferial Karim                   |                        |                          |                                  |                   |                                  |  |
| 1961 | Veronica Torcato               |                        |                          |                                  |                   |                                  |  |
| 1960 | Iona Pinto                     |                        |                          |                                  |                   |                                  |  |
| 1959 | Fleur Ezekiel                  |                        |                          |                                  |                   |                                  |  |
| 1958 |                                |                        |                          |                                  |                   |                                  |  |
| 1957 |                                |                        |                          |                                  |                   |                                  |  |
| 1956 |                                |                        |                          |                                  |                   |                                  |  |
| 1955 |                                |                        |                          |                                  |                   |                                  |  |
| 1954 | Leela Naidu                    |                        |                          |                                  |                   |                                  |  |
| 1953 | Peace Kanwal                   |                        |                          |                                  |                   |                                  |  |
| 1952 | Indrani Rehman                 | Nutan                  |                          |                                  |                   | -                                |  |

## Đấu trường sắc đẹp quốc tế
Hoa hậu Ấn Độ lần đầu tiên tham dự Hoa hậu Hoàn vũ vào năm 1952, khởi đầu là Indrani Rehman, và lần đầu tiên tham dự Hoa hậu Thế giới vào năm 1959, khởi đầu là Fleur Ezekiel. Theo truyền thống từ trước đến nay, thí sinh đăng quang danh hiệu Hoa hậu Ấn Độ sẽ được gửi đi tham dự Hoa hậu Hoàn vũ còn Á hậu 1 sẽ được gửi đi tham dự Hoa hậu Thế giới. Tuy nhiên đến năm 2007, ban tổ chức của cuộc thi đã quyết định đưa thí sinh đăng quang đi tham dự Hoa hậu Thế giới.
Cho tới tận năm 1997, ban tổ chức cuộc thi chỉ chọn ra duy nhất một Hoa hậu Ấn Độ mà thôi. Nhưng sau đó, họ quyết định sẽ có ba người thắng cuộc, lần lượt từ cao đến thấp là Hoa hậu Thế giới Ấn Độ, Hoa hậu Hoàn vũ Ấn Độ và Hoa hậu châu Á - Thái Bình Dương Ấn Độ. Từ năm 2003 trở đi, người xếp thứ ba của cuộc thi được đổi danh hiệu là Hoa hậu Trái Đất Ấn Độ, do cuộc thi Hoa hậu Trái Đất ngày càng được công nhận là một cuộc thi sắc đẹp quốc tế lớn. Từ năm 2015, cuộc thi đã ngừng việc chọn đại diện tham gia Hoa hậu Quốc tế và Hoa hậu Trái Đất.
Ấn Độ là một trong những quốc gia thành công nhất trên thế giới về thi sắc đẹp. Nước này hiện sở hữu 6 danh hiệu Hoa hậu Thế giới (đồng hạng nhất với Venezuela), 3 danh hiệu Hoa hậu Hoàn vũ và 1 danh hiệu Hoa hậu Trái Đất. Đặc biệt vào năm 1994, Sushmita Sen và Aishwarya Rai đồng loạt đăng quang Hoa hậu Hoàn vũ 1994 và Hoa hậu Thế giới 1994. Lịch sử được lặp lại vào năm 2000 khi Lara Dutta và Priyanka Chopra cũng đồng loạt đăng quang tại hai cuộc thi sắc đẹp lớn nhất thế giới.

### Hoa hậu Hoàn vũ
| Năm  | Tên                       | Quê quán            | Kết quả                      |
| ---- | ------------------------- | ------------------- | ---------------------------- |
| 2023 | Shweta Sharda             |                     | Top 20                       |
| 2022 | Divita Rai                | Karnataka           | Top 16 Hoa hậu Hoàn vũ 2022  |
| 2021 | Harnaaz Sandhu            | Punjab              | Hoa hậu Hoàn vũ 2021         |
| 2020 | Adline Castelino          | Karnataka           | Á hậu 3 Hoa hậu Hoàn vũ 2020 |
| 2019 | Vartika Singh             | Uttar Pradesh       | Top 20 Hoa hậu Hoàn vũ 2019  |
| 2018 | Nehal Chudasama           | Gujarat             |                              |
| 2017 | Shraddha Shashidhar       | Tamil Nadu          |                              |
| 2016 | Roshmitha Harimurthy      | Karnataka           |                              |
| 2015 | Urvashi Rautela           | Uttarakhand         |                              |
| 2014 | Noyonita Lodh             | Karnataka           | Top 15 Hoa hậu Hoàn vũ 2014  |
| 2013 | Manasi Moghe              | Maharashtra         | Top 10 Hoa hậu Hoàn vũ 2013  |
| 2012 | Shilpa Singh              | Bihar               | Top 16 Hoa hậu Hoàn vũ 2012  |
| 2011 | Vasuki Sunkavalli         | Andhra Pradesh      |                              |
| 2010 | Ushoshi Sengupta          | West Bengal         |                              |
| 2009 | Ekta Chowdhry             | Trujillo            |                              |
| 2008 | Simran Kaur Mundi         | Maharashtra         |                              |
| 2007 | Puja Gupta                | Delhi               | Top 10 Hoa hậu Hoàn vũ 2007  |
| 2006 | Neha Kapur                | Delhi               | Top 20 Hoa hậu Hoàn vũ 2006  |
| 2005 | Amrita Thapar             | Punjab              |                              |
| 2004 | Tanushree Dutta           | Jharkhand           | Top 10 Hoa hậu Hoàn vũ 2007  |
| 2003 | Nikita Anand              | Delhi               |                              |
| 2002 | Neha Dhupia               | Delhi               | Top 10 Hoa hậu Hoàn vũ 2002  |
| 2001 | Celina Jaitly             | West Bengal         | Á hậu 4 Hoa hậu Hoàn vũ 2001 |
| 2000 | Lara Dutta                | Karnataka           | Hoa hậu Hoàn vũ 2000         |
| 1999 | Gul Panag                 | Punjab              | Top 10 Hoa hậu Hoàn vũ 1999  |
| 1998 | Lymaraina D'Souza         | Maharashtra         | Top 10 Hoa hậu Hoàn vũ 1998  |
| 1997 | Nafisa Joseph             | Karnataka           | Top 10 Hoa hậu Hoàn vũ 1997  |
| 1996 | Sandhya Chib              | Karnataka           | Top 10 Hoa hậu Hoàn vũ 1996  |
| 1995 | Manpreet Brar             | Delhi               | Á hậu 1 Hoa hậu Hoàn vũ 1995 |
| 1994 | Sushmita Sen              | Delhi               | Hoa hậu Hoàn vũ 1994         |
| 1993 | Namrata Shirodkar         | Maharashtra         | Top 6 Hoa hậu Hoàn vũ 1993   |
| 1992 | Madhu Sapre               | Maharashtra         | Á hậu 2 Hoa hậu Hoàn vũ 1992 |
| 1991 | Christabelle Howie        | Tamil Nadu          |                              |
| 1990 | Suzanne Sablok            | Maharashtra         | Top 10 Hoa hậu Hoàn vũ 1990  |
| 1989 | Eva Lisa Ljung            | Lara                | Top 10 Hoa hậu Hoàn vũ 1989  |
| 1988 | Yajaira Vera              | Miranda             | Top 10 Hoa hậu Hoàn vũ 1988  |
| 1987 | Inés María Calero         | Nueva Esparta       | Á hậu 3 Hoa hậu Hoàn vũ 1987 |
| 1986 | Barbara Palacios          | Trujillo            | Hoa hậu Hoàn vũ 1986         |
| 1985 | Silvia Martínez           | Guárico             | Á hậu 3 Hoa hậu Hoàn vũ 1985 |
| 1984 | Carmen María Montiel      | Zulia               | Á hậu 2 Hoa hậu Hoàn vũ 1984 |
| 1983 | Paola Ruggeri             | Portuguesa          | Top 12 Hoa hậu Hoàn vũ 1983  |
| 1982 | Ana Teresa Oropeza        | Guárico             | Không có                     |
| 1981 | Irene Saez                | Miranda             | Hoa hậu Hoàn vũ 1981         |
| 1980 | Maye Brandt               | Lara                | Không có                     |
| 1979 | Maritza Sayalero          | Departamento Vargas | Hoa hậu Hoàn vũ 1979         |
| 1978 | Marisol Alfonzo           | Guárico             | Không có                     |
| 1977 | Cristal Montañez          | Departamento Vargas | Top 12 Hoa hậu Hoàn vũ 1977  |
| 1976 | Judith Castillo           | Nueva Esparta       | Á hậu 1 Hoa hậu Hoàn vũ 1976 |
| 1975 | Maritza Pineda            | Nueva Esparta       | Không có                     |
| 1974 | Neyla Moronta             | Zulia               | Không có                     |
| 1973 | Desireé Rolando           | Carabobo            | Không có                     |
| 1972 | María Antonieta Cámpoli   | Nueva Esparta       | Á hậu 2 Hoa hậu Hoàn vũ 1972 |
| 1971 | Jeannette Donzella        | Monagas             | Không có                     |
| 1970 | Bella La Rosa             | Carabobo            | Top 15 Hoa hậu Hoàn vũ 1970  |
| 1969 | María José Yéllici        | Aragua              | Không có                     |
| 1968 | Peggy Kopp                | Distrito Capital    | Á hậu 3 Hoa hậu Hoàn vũ 1968 |
| 1967 | Mariela Pérez Branger     | Departamento Vargas | Á hậu 1 Hoa hậu Hoàn vũ 1967 |
| 1966 | Magaly Castro Egui        | Guárico             | Không có                     |
| 1965 | María De Las Casas McGill | Distrito Federal    | Không có                     |
| 1964 | Mercedes Revenga          | Miranda             | Top 15 Hoa hậu Hoàn vũ 1964  |
| 1963 | Irene Morales             | Guárico             | Không có                     |
| 1962 | Virginia Bailey           | Nueva Esparta       | Không có                     |
| 1961 | Ana Griselda Vegas        | Caracas             | Không có                     |
| 1960 | Mary Quiróz Delgado       |                     | Không có                     |
| 1958 | Ida Margarita Pieri       | Sucre               | Không có                     |
| 1957 | Consuelo Nouel            | Distrito Federal    | Không có                     |
| 1956 | Blanca Heredia            | Distrito Federal    | Top 15 Hoa hậu Hoàn vũ 1956  |
| 1955 | Susana Duijm              | Miranda             | Top 15 Hoa hậu Hoàn vũ 1955  |
| 1953 | Gisela Bolaños            | Carabobo            | Không có                     |
| 1952 | Sofía Silva               | Bolívar             | Không có                     |

### Hoa hậu Trái Đất
- Nicole Faria (2010)